# Episodi di The Drew Carey Show (quinta stagione)
La quinta stagione della serie televisiva The Drew Carey Show è stata trasmessa in anteprima negli Stati Uniti d'America dalla ABC tra il 22 settembre 1999 e il 17 maggio 2000.
| nº | Titolo originale                   | Titolo italiano | Prima TV USA      | Prima TV Italia |
| -- | ---------------------------------- | --------------- | ----------------- | --------------- |
| 1  | Y2K, You're Okay                   |                 | 22 settembre 1999 | inedito         |
| 2  | Drew Goes to the Browns' Game      |                 | 29 settembre 1999 | inedito         |
| 3  | Drew and the Gang Law              |                 | 6 ottobre 1999    | inedito         |
| 4  | Drew's Reunion                     |                 | 13 ottobre 1999   | inedito         |
| 5  | Drew's Physical                    |                 | 20 ottobre 1999   | inedito         |
| 6  | Drew Tries to Kill Mimi            |                 | 27 ottobre 1999   | inedito         |
| 7  | Red, White and Drew                |                 | 3 novembre 1999   | inedito         |
| 8  | Drew Live                          |                 | 10 novembre 1999  | inedito         |
| 9  | Drew Cam                           |                 | 17 novembre 1999  | inedito         |
| 10 | Drew's Stomachache                 |                 | 24 novembre 1999  | inedito         |
| 11 | Steve and Mimi Get Married         |                 | 1º dicembre 1999  | inedito         |
| 12 | Drew and Kate's First Date         |                 | 15 dicembre 1999  | inedito         |
| 13 | Drew and the Racial Tension Play   |                 | 5 gennaio 2000    | inedito         |
| 14 | Kate Works for Drew                |                 | 12 gennaio 2000   | inedito         |
| 15 | Mimi Moves In                      |                 | 2 febbraio 2000   | inedito         |
| 16 | Do Drew and Kate Have Sex?         |                 | 9 febbraio 2000   | inedito         |
| 17 | I Dishonestly Love You             |                 | 16 febbraio 2000  | inedito         |
| 18 | Drew Goes to Hell                  |                 | 23 febbraio 2000  | inedito         |
| 19 | What's Wrong with This Episode III |                 | 1º marzo 2000     | inedito         |
| 20 | The Gang Stops Drinking            |                 | 22 marzo 2000     | inedito         |
| 21 | Oswald's Son                       |                 | 29 marzo 2000     | inedito         |
| 22 | Mr. Wick Returns                   |                 | 12 aprile 2000    | inedito         |
| 23 | Kate vs. Speedy                    |                 | 26 aprile 2000    | inedito         |
| 24 | Beer Ball                          |                 | 3 maggio 2000     | inedito         |
| 25 | Drew and Kate Boink                |                 | 10 maggio 2000    | inedito         |
| 26 | A Very Special Drew                |                 | 17 maggio 2000    | inedito         |